# Církev Východu

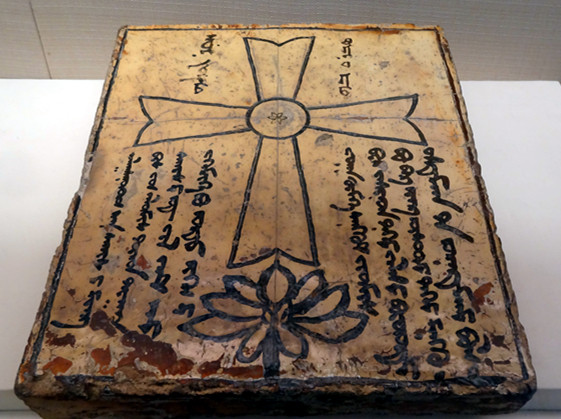
Nestoriánský epitaf s nestoriánským křížem z Číny dynastie Jüan

Církev Východu nebo perská církev, východosyrská církev, babylonská církev, nestoriánská církev či chaldejská církev byla východní křesťanská církev východosyrského obřadu se sídlem v Mezopotámii. Byla jednou ze tří hlavních větví východního křesťanství, které vznikly z christologických sporů 5. a 6. století, vedle starobylých východních církví a chalkedonské církve. Během raného novověku došlo ke schizmatům a vznikly rivalizujicí patriarcháty, někdy dva, někdy tři. Od druhé poloviny 20. století se v Iráku hlásí k jejímu dědictví tři církve a v Indii několik dalších.

## Historie

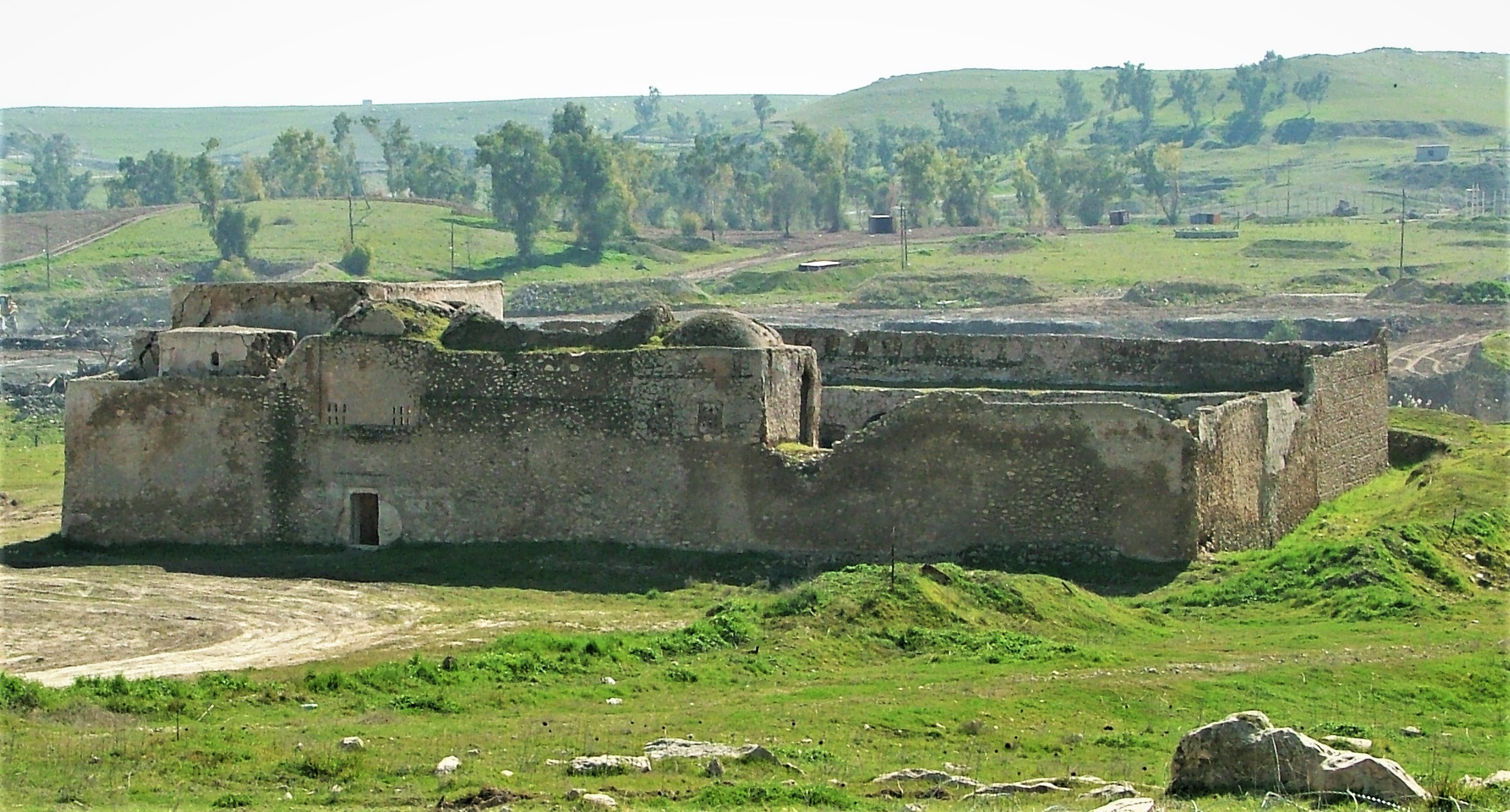
Zřícenina kláštera sv. Eliáše v Mosulu roku 2005. Mniši byli vyvražděni roku 1748, ruiny kláštera ze 6. století zničil Islámský stát roku 2014.

Církev Východu se v roce 410 na koncilu v Seleucii-Ktesifonu zorganizovala jako národní církev Sásánovské říše. V roce 424 se prohlásila za nezávislou na církevní struktuře Římské říše. V čele východní církve stál východní patriarcha se sídlem v Seleucii-Ktesifonu, pokračovatel linie, jež podle tradice sahala až do apoštolských dob. Podle své tradice byla východní církev založena apoštolem Tomášem v prvním století. V liturgii používala východosyrský ritus. Sdílela společenství víry s církvemi v Římské říši až do doby, kdy Efezský koncil v roce 431 odsoudil Nestoria. Nestoriovi stoupenci se uchýlili do sásánovské Persie, jejíž církev odmítla Nestoria odsoudit, a byla proto obviněna z nestoriánství, hereze připisované Nestoriovi. Proto byla všemi ostatními východními církvemi, chalkedonskými i nechalkedonskými, i západní církví poněkud nepřesně nazývána nestoriánskou, třebaže sama nestoriánství neučila. Z politického hlediska spolu Perská a Římská říše soupeřily, což nutilo východní církev, aby se distancovala se od církví na římském území. Sama perská církev se pak začala nazývat nestoriánskou, odmítla Efezský koncil a ve své liturgii Nestoria uváděla jako světce, nicméně v oblasti christologie se držela společné tradice a nakonec ratifikovala Chalkedonský koncil na 1. synodě v Mar Aba roku 544.
Po dobytí Persie muslimy (633-654) církev pokračovala pod sunnitským chalífátem a sehrála významnou roli v dějinách křesťanství v Asii. Mezi 9. a 14. stoletím představovala z hlediska geografického rozsahu největší křesťanskou denominaci na světě. Zakládala diecéze a společenství sahající od Středozemního moře a dnešního Iráku a Íránu až po Indii (syrští křesťané sv. Tomáše v Kérale), mongolská království ve Střední Asii a Čínu za dynastie Tchang (7.-9. století). Ve 13. a 14. století zažila církev Východu poslední období expanze za Mongolské říše, kde na mongolském dvoře zasedali vlivní duchovní této církve.
Ještě předtím, než církev Východu prodělala ve 14. století rychlý úpadek ve střední Asii, ztratila půdu pod nohama už na svém domácím území. O tomto úpadku svědčí zmenšující se počet aktivních diecézí. Kolem roku 1000 existovalo na celém Blízkém východě více než šedesát diecézí, ale v polovině 13. století jich bylo asi dvacet a po Tamerlánovi se jejich počet dále snížil na pouhých sedm. Po rozdrobení mongolské říše její čínští a islámští mongolští následníci církev potlačili a téměř zlikvidovali. Poté zůstaly diecéze církve Východu omezeny převážně na Horní Mezopotámii a na syrské křesťany svatého Tomáše na malabarském pobřeží (dnešní Kérala v Indii).
V samotné církvi docházelo k rozkolům, ale do roku 1830 přežily dva jednotné patriarcháty a samostatné církve: Asyrská církev Východu a Chaldejská katolická církev (východní katolická církev ve společenství se Svatým stolcem). Starobylá církev Východu se od Asyrské východní církve oddělila v roce 1968. V roce 2017 měla Chaldejská katolická církev přibližně 628 405 členů a Asyrská církev Východu 323 300, zatímco Starobylá církev Východu 100 000 členů. V tomto údaji nejsou zohledněni syrští křesťané svatého Tomáše, kteří se rovněž rozdrobili do několika různých denominací, včetně dvou východosyrských katolických a několika dalších syrských pravoslavných větví. 